# Evangelische Hochschule für Kirchenmusik Halle

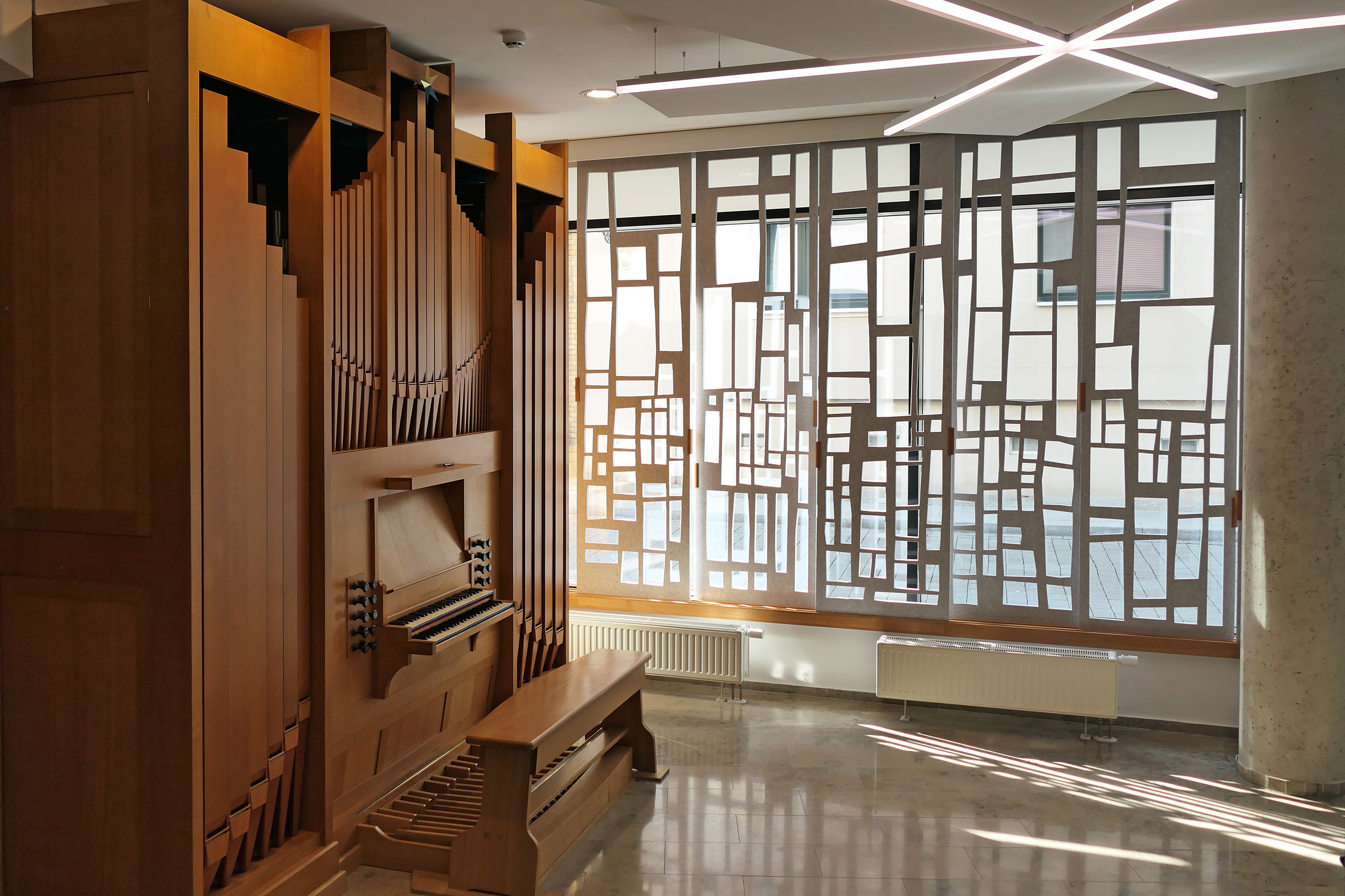
Klop-Orgel im Eingangsbereich der Ev. Hochschule für Kirchenmusik Halle

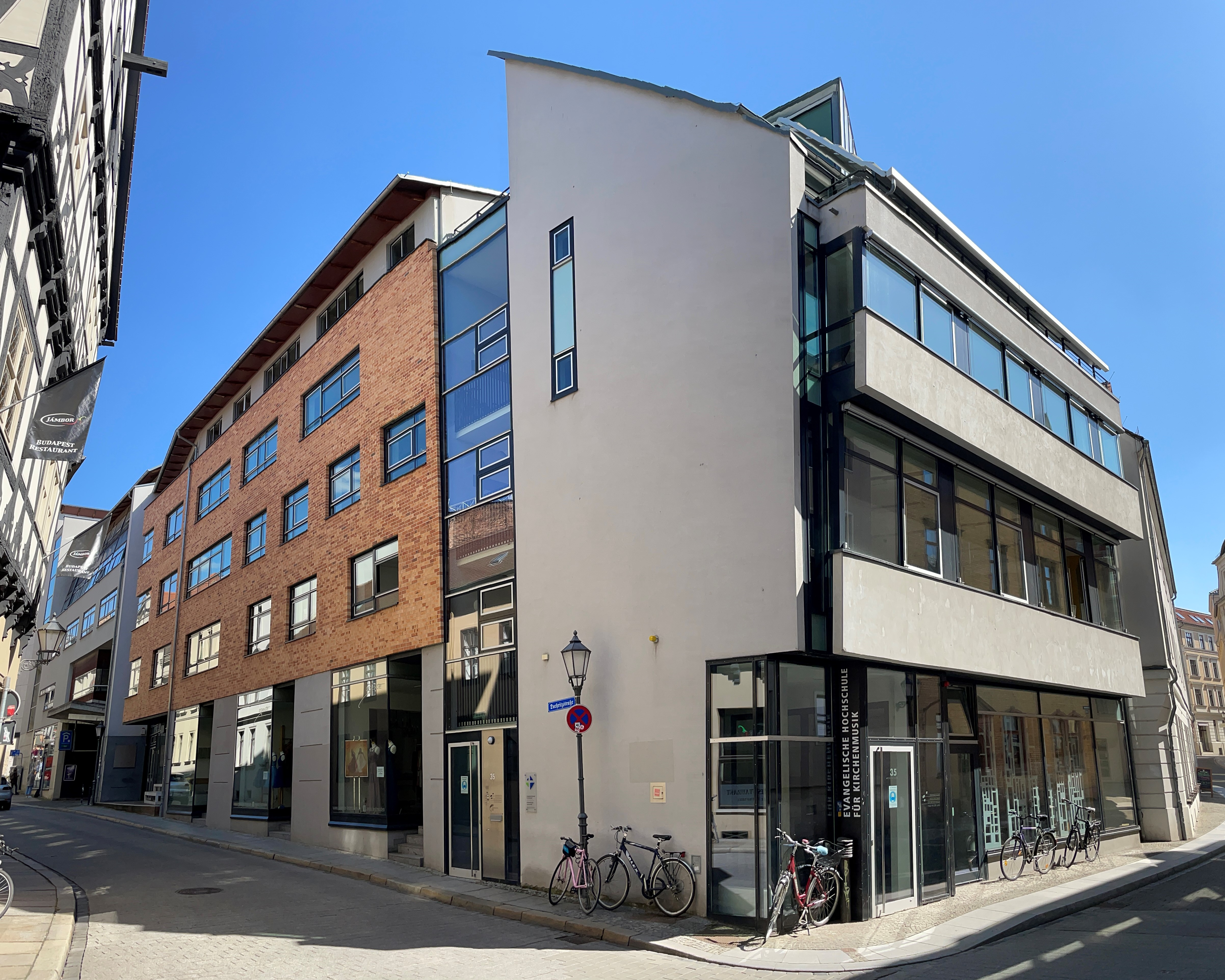
Blick von der Kleinen Ulrichstraße auf das Hochschulgebäude im April 2021.

Die Evangelische Hochschule für Kirchenmusik Halle (Saale) (Selbstbezeichnung häufig Evangelische Hochschule für Kirchenmusik Halle) wurde am 18. April 1926 durch das Konsistorium der Evangelischen Kirche der Kirchenprovinz Sachsen in Aschersleben gegründet.
Am 29. Januar 1939 siedelte die Kirchenmusikschule von Aschersleben nach Halle um, in das Gebäude des Schlesischen Konvikts in der Wilhelmstraße 10, heute Emil-Abderhalden-Straße.
1993 wurde der Evangelischen Kirchenmusikschule der Status einer Hochschule verliehen. Sie heißt nun Evangelische Hochschule für Kirchenmusik Halle (Saale). 2001 erfolgte der Umzug ins Händelkarree (Kleine Ulrichstraße 35). Dort befindet sich die Hochschule nun in unmittelbarer Nachbarschaft zum musikwissenschaftlichen Institut der Universität, der halleschen Musikbibliothek und dem Händel-Haus.
Die Hochschule besitzt 7 Pfeifenorgeln unterschiedlichster Erbauer, sowie diverse Flügel, Klaviere und Cembali. 2019 wurde das Erdgeschoss umgestaltet, 2021 ein neuer Chorprobenraum unweit der Hochschule eingeweiht, der für Unterricht und Chorproben genutzt wird. 

## Leitung
- 1926–1936 KMD Julius Bürger, Organist an der St.-Stephani-Kirche, Aschersleben
- 1936–1939 KMD Bernhard Henking, Domkantor in Magdeburg
- 1939–1951 KMD Kurt Fiebig
- 1951–1965 KMD Eberhard Wenzel
- 1965–1977 KMD Walter Bruhns
- 1977–1978 Ursula Hermann (kommissarische Leitung)
- 1978–1999 KMD Helmut Gleim
- 2000–2017 KMD Wolfgang Kupke
- seit 2017 Peter Kopp